# Dendronephthya longicaulis
Dendronephthya longicaulis är en korallart som beskrevs av Kükenthal 1905. Dendronephthya longicaulis ingår i släktet Dendronephthya och familjen Nephtheidae. Inga underarter finns listade i Catalogue of Life.